# 仪征市
仪征市位于中华人民共和国江苏省的中西部，南京市和扬州市主城區之间，由扬州市代管。是长江中下游地区一座重要的石油化学工业城市。市人民政府駐真州镇解放东路300号。

## 城市历史
秦时，因江边露出一沙地，称白沙，唐朝置扬子县，宋朝时因铸造皇帝铜像「仪容逼真」，始称仪真，明代设仪真县，清雍正元年（1723年）为避讳（「真」與「胤禛」的「禛」同音）改仪征县。末代皇帝溥仪统治年间为避讳，曾短期改扬子县，后恢复。
元明清时期，作为运河入江的主要口门之一，仪征的商业（特别是盐商）曾经非常繁盛，被列为明朝全国最主要的16个大城市之一。
1853年太平天国战争期间，仪征受到重创，淮盐转输也改到泰兴口岸镇（今泰州市高港区）。
1873年，因瓜洲江坍城陷，淮盐总栈又迁到仪征县城东南12里的十二圩，使得那裡形成一个具有相当规模的商业城镇，号称小都会，建有电厂等当时少见的都市设施和10多个会馆，直到抗日战争期间才萧条下去。
1982年开始在胥浦兴建大型企业仪征化纤公司后，仪征的城市地位再度上升。1986年仪征撤县设市。目前属于地级扬州市的代管市。

## 地理环境
仪征地处长江北岸省沿江开发地带，全市东西宽30千米，南北长39千米，总面积857平方千米,其中长江水域面积21平方千米，拥有27千米长江黄金岸线。
城市南南濒长江，北部毗邻安徽省天长市，东邻扬州市邗江区，西部与南京市六合区接壤。润扬长江大桥在其东侧，宁启铁路、宁通高速公路横贯东西，333省道纵穿南北，南部建有沿江高等级公路。
全市地形以平原为主，中北部有小片丘陵，地势西北高、东南低，地面高程相差较大。大地构造处于扬子古陆内次一级构造单元苏北坳陷南缘，宁通构造带与淮阴山字形东翼反射弧交合复合部位的江都与宁镇隆起之间的拗陷区。常年平均气温15.7℃，常年日照平均时数1964.3小时，常年平均降水量1058.9毫米。

## 承办大型活动
- 2018：江苏省园艺博览会[6]
- 2018：江苏省省运会[7]
- 2019：第19届泛太平洋国际青少年软式棒球邀请赛[8]
- 2021：国际园艺博览会(A2/B1级)[9]

## 行政区划
仪征市下辖10个镇：
真州镇、青山镇、朴席镇、新集镇、新城镇、马集镇、刘集镇、陈集镇、大仪镇、月塘镇、原种场、蚕种场、园艺试验场、水产试验场、捺山茶场、蚕桑场、汽车工业园、仪征经济开发区和化学工业园区。
2008年，朴席镇（不含沿江村及土桥村的沿江高等级公路以南区域）划归扬州经济技术开发区代管。

## 人口
根据第七次全国人口普查数据显示，截至2020年11月1日零时，仪征市常住人口为532571人，占扬州市的11.68%。

## 交通事故

### 沉船事件
上海輪失火：1890年12月26日凌晨，上海輪在儀徵縣大河口（今青山鎮）附近火災。15分钟的火災，死了超过三百人，死者不是燒死則為溺死。當時狂風，又值冬天，江水甚冷。

## 物产
- 矿产资源主要有黄砂、雨花石及矿泉水。
- 水产资源有青鱼、草鱼、鲢、鳙、鲥等13种及贝类11种。
- 植物资源有松、槐、杨、柳、桑、茶、桃、梨、苹果等。
- 土特产品有朴席，十二圩五香茶乾、皓名茶，龙河大京果、紫菜苔，岔镇老鹅等。

## 交通
- 公路交通：主要有 沪陕高速公路、 328国道（宁海线）、 345国道、 353省道、 125省道、 418省道（文昌西路西延线）等。
- 轨道交通：宁启铁路过境仪征并设有仪征站，但自2013年7月1日起暂停办理客运业务。规划中的南京地铁S5号线计划由栖霞过江进入真州镇境内并向东穿过仪征到达扬州市。
- 公共交通：仪征市公交市民卡于2016年5月6日首次启用并与南京、镇江互通。同年12月市民卡系统升级成功，并发行接入江苏交通统一清算系统的二代市民卡。市内公共自行车已于2016年11月投入使用，市内智能公交站已于2018年建成使用。

## 名胜古迹

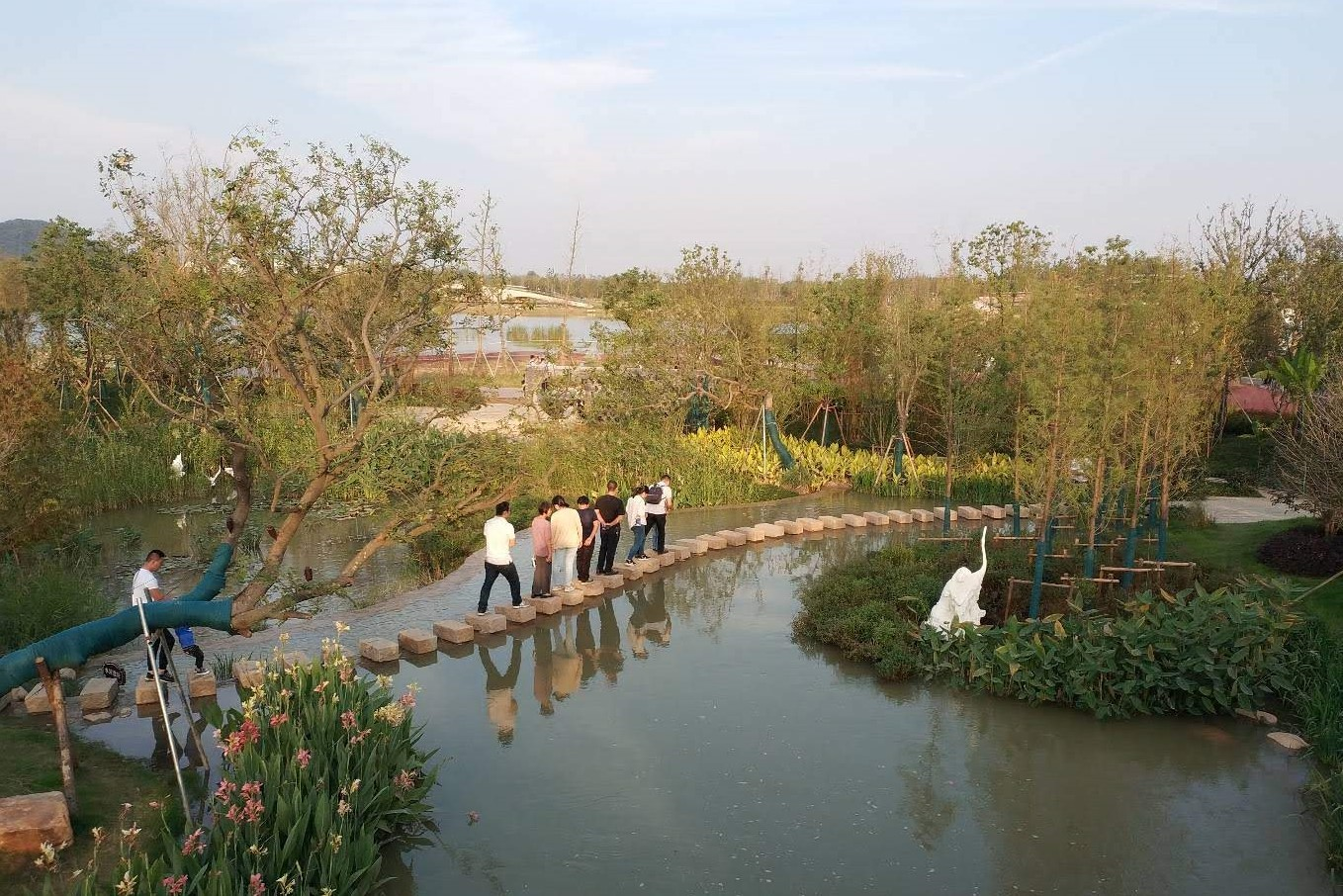
仪征园博园

- 状元井
- 仪征东门水门遗址
- 仪征鼓楼
- 天宁寺塔
- 周太谷墓
- 庙山汉墓
- 神墩遗址
- 郭山遗址
- 铜山森林公园
- 红山体育公园
- 天乐湖
- 捺山地质公园
- 仪征芍药园
- 扬州西郊森林公园
- 仪征龙山风景区
- 仪征园博园

## 荣誉称号
- 江苏省文明城市
- 国家生态市
- 全国科技进步先进市
- 全国绿化模范市
- 中国名茶之乡
- 国家卫生城市
- 全国科技创新百强县市（2019年度第48名）[14]
- 全国综合实力百强县市（▼2019年度第69名）[15]
- 全国绿色发展百强县市（2019年度第35名）[14]

## 友好城市
- 加拿大蒂明斯[16]
- 中国贵州省盘州市[17]